# Guitalens-L'Albarède
Guitalens-L'Albarède è un comune francese di 810 abitanti situato nel dipartimento del Tarn nella regione dell'Occitania.
È stato costituito il 29 giugno 2007 a seguito della fusione dei comuni di Guitalens e Lalbarède.

## Società

### Evoluzione demografica
Abitanti censiti